# Orrouer
Orrouer é uma comuna francesa na região administrativa do Centro, no departamento Eure-et-Loir. Estende-se por uma área de 13,07 km². Em 2010 a comuna tinha 303 habitantes (densidade: 23,2 hab./km²).